# Список эпизодов телесериала «Йеллоустон»
«Йеллоустон» — американский телесериал в жанрах драмы и современного вестерна, написанный сценаристами Тейлором Шериданом и Джоном Линсоном. Премьера состоялась 20 июня 2018 года на телеканале Paramount Network. 
19 июня 2019 года на Paramount Network вышел второй сезон сериала, а 21 июня 2020 года — третий сезон. После успеха трёх сезонов компания Paramount Network продлила сериал на четвёртый сезон, первый эпизод которого вышел 7 ноября 2021 года. Показ пятого сезона стартовал 13 ноября 2022 года.

## Обзор сезонов
| Сезон | Серии | Серии | Даты показа    | Даты показа     |
| Сезон | Серии | Серии | Первая серия   | Последняя серия |
| ----- | ----- | ----- | -------------- | --------------- |
| 1     | 9     | 9     | 20 июня 2018   | 22 августа 2018 |
| 2     | 10    | 10    | 19 июня 2019   | 28 августа 2019 |
| 3     | 10    | 10    | 21 июня 2020   | 23 августа 2020 |
| 4     | 10    | 10    | 7 ноября 2021  | 2 января 2022   |
| 5     | 14    | 8     | 13 ноября 2022 | 1 января 2023   |
| 5     | 14    | 6     | 10 ноября 2024 | 15 декабря 2024 |

## Эпизоды

### Сезон 1 (2018)
| № | Название                                            | Режиссёр       | Автор сценария | Дата премьеры   | Зрители в США (млн) |
| --- | --------------------------------------------------- | -------------- | -------------- | --------------- | ------------------- |
| 1 | «Daybreak» «Рассвет»                                | Тейлор Шеридан | Тейлор Шеридан | 20 июня 2018    | 2.83                |
| Территория ранчо «Йеллоустон» является лакомым куском для соседей. Однако Джон Даттон, благодаря сыновьям Ли и Джейми, а также управляющему Рипу Уиллеру, отражает все нападки. Средний сын Джона, Кейси, живёт в резервации со своей женой и сыном, занимается объездкой диких лошадей и не хочет общаться с отцом. Но новый глава этой индейской резервации Томас Рейнуотер ищет повод начать противостояние с Джоном, чтобы ослабить его, а затем выкупить его земли. Для этого он привлекает всех недовольных и честолюбивых политиков в Монтане, а также приглядывается к Кейси. На ту же территорию претендует застройщик-миллионер Дэн Дженкинс, который хочет возвести рядом с ранчо огромный элитный квартал. Для обеспечения электроэнергии он решает построить ГЭС, которая создаёт угрозу реке, проходящей по территории ранчо Даттонов. В это же время стада Даттона оказалась на территории резервации, Рейнуотер отказывается их возвращать. Джон решает две проблемы сразу: он отправляет Рипа изменить взрывом русло реки, а старшего сына Ли увести ночью стадо с территории резервации... |                                                     |                |                |                 |                     |
| 2 | «Kill the Messenger» «Убить гонца»                  | Тейлор Шеридан | Тейлор Шеридан | 27 июня 2018    | 2.07                |
| После ночной перестрелки на границе резервации у Даттонов начинаются проблемы. Губернатор Линнел Перри и генеральный прокурор Стюарт сообщают Джейми Даттону о возможном начале расследования, так как смерть Роберта Лонга не может квалифицироваться как самооборона. Данные патологоанатома и показания двух агентов показывают, что это было преднамеренное убийство и ниточки ведут к Даттонам... Джейми передаёт эту информацию Джону, который своими манипуляциями уговаривает двух агентов молчать, а решить вопрос с отчётом патологоанатома поручает Рипу Уиллеру. Кейси взволнован ночными событиями и переживает, что не может рассказать об этом своей жене. Также у него начинаются проблемы в резервации, так как Рейнуотер начинает что-то подозревать. Поэтому Кейси решает вернуться в армию… Джон Даттон поручает своей дочери Бет Даттон попытаться разорить Дэна Дженкинса и его строительную компанию… |                                                     |                |                |                 |                     |
| 3 | «No Good Horses» «Нет хороших лошадей»              | Тейлор Шеридан | Тейлор Шеридан | 11 июля 2018    | 2.17                |
| Бет вспоминает смерть матери, так как приближается её годовщина. Кейси начинает тренироваться в стрельбе, чтобы вернуться в армию, но по пути со стрельбища нарывается на похитителей девушки из резервации. Во время погони он их убивает и теперь необходимо избавиться от тел… Томас Рейнуотер собирается выступить на мероприятии в столице штата Монтаны, но, после пересечения границы резервации, его останавливает полиция, арестовывает и помещает в тюрьму. Здесь Джон Даттон требует вернуть оставшуюся часть стада, которое находится на территории резервации, в обмен на освобождение. Рейнуотер соглашается, но говорит, что наследники Даттона не столь могущественны, и, в конечном итоге, он выкупит весь «Йеллоустон», а затем сотрёт любое упоминании о семье Даттонов с этой земли. Моника Даттон чувствует, что отдаляется от Кейси и собственного сына. Бет знакомится в баре с Дженкинсом… |                                                     |                |                |                 |                     |
| 4 | «The Long Black Train» «Длинный чёрный поезд»       | Тейлор Шеридан | Тейлор Шеридан | 18 июля 2018    | 1.89                |
| Нефтедобытчики находят два трупа на территории резервации. Начинается расследование…. Кейси привозит к Джону внука, и он берёт его к реке. Здесь Тейт едва не тонет, но Джон спасает его в последний момент. Во время сушки одежды Тейт видит шрамы у старшего Даттона… Бет продолжает играться с Дженкинсом, компания которого, после утраты возможности построить ГЭС, оказалась на грани разорения… Кейси с семьёй возвращается из больницы, после осмотра Тейта. По пути его задерживает полиция резервации…. |                                                     |                |                |                 |                     |
| 5 | «Coming Home» «Возвращаюсь домой»                   | Тейлор Шеридан | Тейлор Шеридан | 25 июля 2018    | 1.95                |
| Моника сообщает Джону что его сын арестован. Даттон посылает Джейми вызволить Кейси… Бет начинает копать под Дженкинса, который что-то подозревает… Джон пытается убедить Монику уехать из резервации, но она отказывается. Вечером она видит странный ритуал, который совершает Уиллер над новым ковбоем на ранчо… Джейми хочет баллотироваться на пост генерального прокурора, так как Стюарт решает уйти с этого поста. Для этого ему нужна поддержка отца… |                                                     |                |                |                 |                     |
| 6 | «The Remembering» «Вспоминая прошлое»               | Тейлор Шеридан | Тейлор Шеридан | 1 августа 2018  | 2.10                |
| На территории ранчо появляется огромный медведь... Джон рассказывает Монике почему у него трудные взаимоотношения с Кейси. Губернатор Перри обговаривает с Джейми его программу на выборах и знакомит его с новой помощницей… Тейт с семьёй возвращается в резервацию, но во время перемены Моника, разнимая драку, получает удар по голове… Джон приказывает Рипу Уиллеру выследить медведя… Популярная журналистка Сара Нгуен решает отдохнуть в Монтане со своей подругой... Дэн Дженкинс, находясь на грани разорения, решает объединиться с Томасом Рейнуотером... Джейми и Бет узнают о серьёзной болезни Джона Даттона... |                                                     |                |                |                 |                     |
| 7 | «A Monster Is Among Us» «Монстр среди нас»          | Тейлор Шеридан | Тейлор Шеридан | 8 августа 2018  | 2.08                |
| Моника в тяжёлом состоянии находится в больнице. Джейми со своей новой помощницей Кристиной начинает набирать предвыборный штат… Джон недоволен разъединением своей семьи, так как он чувствует себя хуже… Дженкинс согласовывает с Рейнуотером совместное владение новым казино и развлекательным комплексом, которые они хотят построить около ранчо Даттонов… Уиллер, в поисках медведя, находит туристов, которые висят на краю обрыва. Во время попытки им помочь, его находит медведь… Кристина пытается оградить Джейми от его отца…. |                                                     |                |                |                 |                     |
| 8 | «The Unravelling (Part 1)» «Разъединение — Часть 1» | Тейлор Шеридан | Тейлор Шеридан | 15 августа 2018 | 2.13                |
| После убийства медведя и изменения русла реки Даттону грозят иски на миллионы долларов. К расследованию подключаются федералы, а в штате узнают о болезни Джона. Моника выходит из комы, но оказывается частично парализованной. Джон не может связаться с Джейми, который активно ведёт свою избирательную кампанию.. Бет находит компромат на Дженкинса и готовится к последнему удару. Сам же Дэн пытается как можно быстрее заключить сделку с Рейнуотером и спасти свои активы… Джейми возвращается на ранчо, где Джон требует снять его кандидатуру, а после отказа выгоняет его с ранчо. Джейми нападает на отца… |                                                     |                |                |                 |                     |
| 9 | «The Unravelling (Part 2)» «Разъединение — Часть 2» | Тейлор Шеридан | Тейлор Шеридан | 22 августа 2018 | 2.37                |
| Джон пытается через губернатора Перри и генерального прокурора Стюарта снять Джейми с выборов, однако те не только отказываются ему помогать, но и сами начинают наступление на старшего Даттона…. Моника выгоняет Кейси из дома, после того как узнаёт правду о ночной перестрелке в резервации, и он возвращается к отцу… Джон поручает Рипу узнать, кто копает под него, и Уиллер раскрывает сделку между Рейнуотером и Дженкинсом.. Джейми, потеряв опору в лице отца, оказывается перед ещё большей проблемой: ведь всё это время в его штабе работала и наблюдала за ним журналистка Сара Нгуен… |                                                     |                |                |                 |                     |

### Сезон 2 (2019)
| № общий | № в сезоне | Название                                      | Режиссёр      | Автор сценария                              | Дата премьеры   | Зрители в США (млн) |
| --- | ---------- | --------------------------------------------- | ------------- | ------------------------------------------- | --------------- | ------------------- |
| 10 | 1          | «A Thundering» «Гроза»                        | Эд Бьянки     | Тейлор Шеридан и Джон Ковени                | 19 июня 2019    | 2.41                |
| Кейси привыкает к жизни на ранчо, Джон начинает видеть в нём преемника, что не очень нравится Рипу Уиллеру.... Джейми продолжает вести свою компанию, но его отец уже готовит против него план... Вождь Рейнуотер хочет 200 млн долларов на покупку земли, для того чтобы окружить «Йеллоустон». Но для этого ему нужно одобрение Совета резервации, где у него появляется оппозиция... Моника восстанавливается после удара, но всё ещё не хочет видеть Кейси.. Ковбои с ранчо «Йеллоустон» решают отдохнуть в баре, но там начинается массовая драка... Бет Даттон хочет выкупить соседние к ранчо отца земли, чтобы защитить «Йеллоустон»... Дженкинс восстанавливается после встречи с ковбоями.... Во время утренней работы на ранчо Джону Даттону становится плохо.... |            |                                               |               |                                             |                 |                     |
| 11 | 2          | «New Beginnings» «Новые начинания»            | Эд Бьянки     | Тейлор Шеридан                              | 26 июня 2019    | 2.21                |
| Джон Даттон приходит в себя после операции. Ему требуется реабилитация, но он торопится вернуться на ранчо... Моника проводит первое занятие в университете и узнаёт о привилегиях преподавателей. Её дед просит помириться с Кейси...Бет тратит миллионы на соседние земли...Рип начинает противостояние с частью ковбоев, которые хотят поменять порядки на ранчо... Джон Даттон решает постепенно передать управление ранчо Кейси и просит Уиллера помочь ему... |            |                                               |               |                                             |                 |                     |
| 12 | 3          | «The Reek of Desperation» «Запах отчаяния»    | Стивен Т. Кэй | Тейлор Шеридан                              | 10 июля 2019    | 2.28                |
| Кейси продолжает входить в роль "главного на ранчо", однако то, что он видит, нравится ему всё меньше. Джейми узнаёт о противнике, которого выставил против него отец, и хочет найти себе спонсора. Однако то, что ему предлагает губернатор - это помощь от Рейнуотера. Моника переезжает на квартиру в кампусе университета, куда вскоре приезжает Кейси. Они снова ругаются, но Моника понимает, что всё ещё любит его. Джон Даттон договаривается с Линнел Перри... Дженкинс подписывает соглашение с Рейнуотером и начинает строительство казино, но за ним уже следят его прямые конкуренты - братья Бек... Джимми Хердстром встречает в городе людей из своей прошлой жизни... Джейми, после разговора с сестрой, решает сняться с гонки. Кристина выгоняет его...    |            |                                               |               |                                             |                 |                     |
| 13 | 4          | «Only Devils Left» «Остались только дьяволы»  | Стивен Т. Кэй | Бретт Конрад и Тейлор Шеридан               | 17 июля 2019    | 2.08                |
| Ночью самолёт пролетает над ранчо Даттонов и сбрасывает корм для стада. На утро Рип, Джимми и Кейси обнаруживают почти всё стадо мёртвыми... В это время Дженкинс узнаёт, что землю, на которой они с Рейнуотером строят казино и отель, присоединяют к резервации, в обход штата. Этим положением недовольны братья Бек, которые предлагают союз Джону Даттону против племени... Кейси начинает искать самолёт, с которого сбросили клевер. Однако, когда он запрашивает обещанную поддержку у шерифа, ему отказывают. Происходит несчастный случай, который задерживает расследование... Джейми понимает, что в семье ему будет тяжело, так как Бет против него... Джон Даттон приказывает поджечь поля, пока клевер не пророс.....                                        |            |                                               |               |                                             |                 |                     |
| 14 | 5          | «Touching Your Enemy» «Прикосновение к врагу» | Джон Дал      | Джон Ковени, Иэн Маккаллок и Тейлор Шеридан | 24 июля 2019    | 2.18                |
| Бет вспоминает свой первый разговор с Уиллером... Джейми старается уйти от разговора с Сарой Нгуен. Но она требует подтверждения его слов о старшем Даттоне... Чтобы отдать долг, Джимми решает участвовать в ковбойских скачках. Но это оказывается плохой идеей... Джон старается заставить взять шерифа Хаскелла вину за инцидент на своё ведомство. Но для этого ему придётся использовать последний козырь... Дэн Дженкинс нанимает охрану, но Кейси удаётся с ним поговорить. Ведь именно его Джон Даттон считает главным подозреваемым в падеже скота... Загнанный в угол Джейми просит помощи у сёстры... |            |                                               |               |                                             |                 |                     |
| 15 | 6          | «Blood the Boy» «Помазанный кровью»           | Джон Дал      | Бретт Конрад и Тейлор Шеридан               | 31 июля 2019    | 2.27                |
| Джон приказывает Джейми встретиться с Сарой Нгуен и решить все вопросы. Но журналистка настроена решительно против семьи Даттон, и Джейми убивает её... Братья Бек приходят к Рейнуотеру со своим предложением... Джон понимает, что братья играют в свою игру и решает поговорить с Рейнуотером и Дженкинсом... Джимми ищет деньги, чтобы расплатиться по долгам. Ллойд предлагает ему участвовать в родео... Джейми просит Уиллера помочь ему избавиться от тела. Рип решает привлечь к этому Уокера.... Тейт идёт на первую охоту с дедушкой и отцом... |            |                                               |               |                                             |                 |                     |
| 16 | 7          | «Resurrection Day» «День Воскрешения»         | Бен Ричардсон | Джон Ковени, Иэн Маккаллок и Тейлор Шеридан | 7 августа 2019  | 2.31                |
| Джон и Кейси вспоминают Эвелин Даттон... Джейми, после разговора с сестрой, решает покончить жизнь самоубийством. Однако отец не даёт ему это сделать и предлагает другой путь "воскрешения"... Братья Бек отправляют "послание" Рейнуотеру, отзывают лицензию на алкоголь у Дженкинса и пытаются запугать Бет Даттон... Моника решает вернуться к Кейси, и они переезжают на ранчо. Джон покупает Тейту лошадь... Вечером в офис к Бет приходят люди в масках и берут в заложники её и Джейсона. Она успевает попросить о помощи Рипа Уиллера... |            |                                               |               |                                             |                 |                     |
| 17 | 8          | «Behind Us Only Grey» «За нами только мгла»   | Бен Ричардсон | Бретт Конрад и Тейлор Шеридан               | 14 августа 2019 | 2.54                |
| Рип и Бет приходят в себя после нападения... Малькольм Бек решает объявить настоящую войну своим противникам и ищет у них слабое место... Джон Даттон, Томас Рейнуотер и Дэн Дженкинс проводят встречу и пытаются договориться о временном перемирии... Кейси и Моника обдумывают свою дальнейшую жизнь, а Джон просит Монику дать ему шанс... Джимми расплачивается с долгами; ему приходится отдать свою награду за родео... Бет снова пугает Джейми... Ночью кто-то совершает нападение на офицера; шериф просит Рейнуотера "заморозить" стройку на время расследования, а в это время братья Бек выбирают свою следующую цель... |            |                                               |               |                                             |                 |                     |
| 18 | 9          | «Enemies by Monday» «Враги к понедельнику»    | Гай Ферленд   | Тейлор Шеридан и Эрик Джей Бек              | 21 августа 2019 | 2.46                |
| Ночью Кейси и Билл Рэмси, телохранитель Дженкинса, прокрадываются в авиационный ангар братьев Бек... Джимми узнаёт, что его дед умер от побоев и собирается отомстить. Рип и Кейси решают помочь ему и собирают команду из "меченных"... Моника хочет пройтись по магазинам, но в одном из бутиков её обвиняют в воровстве и вызывают полицию. Она звонит Бет Даттон... Дженкинс просит Джона выкупить его землю, чтобы нанести удар по Рейнуотеру... Кристина сообщает Джейми, что она беременна и боится за своё будущее, после истории с Сарой Нгуен... Вечером Тейт решает покормить свою лошадь и идёт к загону один... |            |                                               |               |                                             |                 |                     |
| 19 | 10         | «Sins of the Father» «Грехи отца»             | Стивен Т. Кэй | Тейлор Шеридан и Эрик Джей Бек              | 28 августа 2019 | 2.81                |
| Джон вспоминает своего отца, и его просьбу не растерять ранчо и "наследие предков"... На Дженкинса нападают киллеры; он отбивается, получая серьёзные ранения, однако врагов больше... Джон Даттон договаривается с шерифом Хаскеллом о совместных действиях против братьев Бек. Также он добивается ордера на арест братьев, чтобы прикрыть себя при вооружённом столкновении с ними... Моника просит Кейси наказать похитителей сына... Малькольм понимает что на него готовят нападение и выезжает из особняка. Но он не успевает предупредить Тила... Джон дарит Рипу домик на ранчо, но взамен просит того об услуге... Кейси узнаёт, где прячется Малькольм Бек, и они едут туда с отцом и офицерами ассоциации скотоводов...                                          |            |                                               |               |                                             |                 |                     |

### Сезон 3 (2020)
| № общий | № в сезоне | Название                                             | Режиссёр       | Автор сценария | Дата премьеры   | Зрители в США (млн) |
| --- | ---------- | ---------------------------------------------------- | -------------- | -------------- | --------------- | ------------------- |
| 20 | 1          | «You're the Indian Now» «Теперь ты индеец»           | Стивен Т. Кэй  | Тейлор Шеридан | 21 июня 2020    | 4.23                |
| Семейство Даттонов приходит в себя после противостояния с братьями Бек. Тейта мучают кошмары, а Моника не знает как помочь сыну... Джон заключает сделку с губернатором Линнел Перри - он уходит с поста главы ассоциации скотоводов, а она не открывает уголовное дело о гибели братьев Бек... Кейси и Рип узнают от юриста Эллиса Стила, что новыми владельцами гольф-клуба Дженкиса становится компания "Providence Hospitality Management". Вскоре Стил встречается с Рейнуотером, который узнаёт, что стройка его казино и отеля остановлены... Боб Шварц и Бет Даттон решают ускорить покупку земель Монтаны, так как Providence имеют большие планы на эти территории. Возвращаясь на ранчо, Бет встречается с Рорком Картером... Кейси отказывается возглавить ассоциацию скотоводов и Джон предлагает этот пост Джейми, который обещает больше не предавать отца... Джон Даттон и Рип Уиллер решают открыть летний лагерь для охраны стада, Моника просит Джона взять Тейта с собой... |            |                                                      |                |                |                 |                     |
| 21 | 2          | «Freight Trains and Monsters» «Тяжеловозы и монстры» | Стивен Т. Кэй  | Тейлор Шеридан | 28 июня 2020    | 3.57                |
| Тейт в лагере приходит в себя, а Джон Даттон хочет временно отдохнуть от дел... Бет чувствует себя счастливой с Рипом... Джейми привыкает к новой должности. Он узнаёт, что на родео двух девушек избили и украли их лошадей. Джейми привлекает к расследованию агента Стива Хендона... Уиллер просит Джона нанять новую работницу на ранчо. Во время "собеседования", Рип предлагает работу Титер... Моника скучает на ранчо Даттонов и решает приехать в летний лагерь... Бет Даттон догадывается, что корпорация "Market Equities" (которая купила и передала в управление гольф-клуб Дженкинса компании "Providence Hospitality"), занимающаяся недвижимостью, а также гостиничными сетями и курортами, собирается построить аэропорт, лыжный курорт, а затем и город. Также она узнаёт, что финансами компании занимается "Goldman Sachs", а хедж-фондами недвижимости - Рорк Картер, который и помогает "Market Equities"... Джон в лагере вспоминает последний разговор с женой... Хендон находит грабителей на родео и хочет их "проучить". Но всё идёт не по плану... |            |                                                      |                |                |                 |                     |
| 22 | 3          | «An Acceptable Surrender» «Приемлемая капитуляция»   | Джон Дал       | Тейлор Шеридан | 5 июля 2020     | 3.73                |
| Джон Даттон рассказывает Тейту о жизни фермера... Кэссиди Рид становится заместителем генерального прокурора США, а значит на пост генерального прокурора Монтаны нужен новый кандидат... Эллис Стил предлагает губернатору заключить сделку по инвестициям на строительство аэропорта и лыжного курорта: взамен на отчисления 6 млрд долларов в казну штата после постройки объектов, "Market Equities" хочет возвести аэропорт на территории ранчо «Йеллоустон»... Джейми старается решить проблему, возникшую в связи с действиями офицера Хендона, чтобы репутация ассоциации скотоводов не пострадала... Бет узнаёт, что корпорация хочет построить аэропорт на территории ранчо Джона Даттона, воспользовавшись при этом правом на отчуждение. Но Рорк предлагает ей уговорить отца заключить мировое соглашение, которое сделает Даттона самым богатым человеком Монтаны... Джимми хочет участвовать на родео в Ливингстоне. Там он знакомится с девушкой-флагоносцем Мией. Но заезд проходит не так как хотел Джимми ... Губернатор Перри предлагает усилить политическое влияние семьи Даттонов в штате, но Джон не понимает, что за этим стоит... |            |                                                      |                |                |                 |                     |
| 23 | 4          | «Going Back to Cali» «Возвращайся в Калифорнию»      | Джон Дал       | Тейлор Шеридан | 12 июля 2020    | 3.55                |
| Джимми приходит в себя после родео. Джон Даттон оплатил его счета в больнице, а Миа помогает ему быстрее встать на ноги не самым обычным способом... "Market Equities" остановила стройку казино и отеля Рейнуотера, так как не хочет её постройки по соседству со своим будущим курортом. Вождь понимает, что для борьбы с корпорацией ему нужна помощь… Бет Даттон "сливает" информацию об инвестициях "Market Equities" в СМИ, после чего акции компании начинают резко падать… Губернатор Линнел Перри уговаривает Кейси возглавить ассоциацию скотоводов… Рип Уиллер всё больше привыкает к "семейной жизни" с Бет, которая открывает ему свой секрет… После аукциона, ковбои обнаруживают нарушителей границы ранчо и вступают с ними в противостояние… |            |                                                      |                |                |                 |                     |
| 24 | 5          | «Cowboys and Dreamers» «Ковбои и мечтатели»          | Кристина Ворос | Тейлор Шеридан | 19 июля 2020    | 3.69                |
| Бет вспоминает как Джейми возил её на аборт в резервацию. При этом брат умолчал о "дополнительных процедурах", которые используются в клинике... Джейми Даттон становится исполняющим обязанности генерального прокурора штата Монтана. Он благодарит за это губернатора... В первый рабочий день Кейси на посту главы ассоциации скотоводов, один из ковбоев кончает жизнь самоубийством из-за долгов. Чтобы помочь ему он, с разрешения Джона, продаёт оставшееся у ковбоя молодое стадо лошадей, пока банк не конфисковал его... После того как ковбои с ранчо Даттонов свернули летний лагерь, Рип, Райан и Колби встречают новых врагов на границе ранчо... Рорк не доволен действиями Бет и призывает её уговорить отца пойти на мировую, но Бет говорит что отец откажется... Джон Даттон и Томас Рейнуотер объединяют усилия против корпорации... Джимми возвращается в барак, где по этому поводу ковбои устраивают вечеринку... |            |                                                      |                |                |                 |                     |
| 25 | 6          | «All for Nothing» «Всё впустую»                      | Кристина Ворос | Тейлор Шеридан | 26 июля 2020    | 3.68                |
| В резервации пропадает девушка и к её поискам подключается полиция. Но людей не хватает и Рейнуотер просит помощи у Кейси… Джон узнаёт, что его старый враг Уэйд Морроу охраняет бизонов, которых купила корпорация для туристов... Бет разговаривает с Джейми и вспоминает о его "помощи"… В Монтану прибывает Уилла Хейз, генеральный директор "Market Equities". Она делает предложение Джейми о продаже ранчо «Йеллоустон»… Ллойд рассказывает Джимми о своих победах на родео в молодости. А вечером ковбои решают прокатиться на бизонах… Мо Брингс Пленти, водитель и телохранитель вождя резервации, находит тело девушки в ущелье. Её смерть поражает Монику, которая хочет докопаться до правды… Бет рассказывает отцу о причинах их вражды с братом; Джон ругается с сыном, Джейми в ответ говорит, что ненавидит его… |            |                                                      |                |                |                 |                     |
| 26 | 7          | «The Beating» «Избиение»                             | Гай Ферленд    | Тейлор Шеридан | 2 августа 2020  | 3.63                |
| Ночью неизвестные похитили часть стада с ранчо. Кейси с офицерами начинает расследование и вскоре находит одного из похитителей на аукционе в Биллингсе… Джейми понадобилось свидетельство о рождении, но получив его, он узнаёт, что был усыновлён Даттоном… Рип Уиллер берёт с собой по делам выздоровевшего Джимми. Миа едет вместе с ними… Джон разрешает Бет выйти замуж за Рипа… Кейси узнаёт, где находится оставшаяся часть украденного стада и вступает в перестрелку с ещё одним похитителем… Джон снова встречается с Уэйдом Морроу и обещает забрать у того то, что он когда-то у него украл… Бет договаривается с Анджелой Блю Тандер о совместных "грязных" действиях против Уиллы Хейз… Рип показывает Джимми настоящих чемпионов родео, что заставляет того задуматься о будущем… Джейми требует у Джона объяснений и старший Даттон рассказывает историю его настоящей семьи… |            |                                                      |                |                |                 |                     |
| 27 | 8          | «I Killed a Man Today» «Сегодня я убила человека»    | Гай Ферленд    | Тейлор Шеридан | 9 августа 2020  | 3.83                |
| Тейт, Джон, Рип и Джимми на ярмарке выбирают нового коня для ранчо. Старший Даттон поздравляет Уиллера с помолвкой… Местные фермеры благодарят Кейси за поимку воров, а Джейми рассказывает ему о предложении Уиллы Хейз... "Market Equities" и "Scwartz&Meyer" начинают взаимную атаку на бирже. Уилла Хейз приказывает скупать акции фирмы Бет, но та в ответ уговаривает Боба Шварца скупить путы "Market Equities", чтобы ускорить падение акций корпорации. Также Бет, через Блю Тандер, сливает информацию о попытке враждебного поглощения "Scwartz&Meyer", что увеличивает стоимость их бумаг и не даёт "Market Equities" начать поглощение. После публичного опровержения от Уиллы Хейз, которая вынуждена отступить от своих первоначальных планов, акции "Scwartz" всё-таки начинают падать, а Боб Шварц решает приехать в Монтану к Бет… Моника помогает полиции резервации с поимкой убийцы девушек… Колби и Титер встречают на территории ранчо семейство Морроу. Старые враги Даттона оставляют ему послание… Бет приносит Джону предложение "Market Equities" о покупке земли за 500 млн долларов, а также раскрывает не радужные перспективы в случае отказа. Однако Джон отвергает предложение… Рип рассказывает Ллойду о его помолвке и просит того стать его шафером. Празднуя это события в баре, они встречают "старого друга"... |            |                                                      |                |                |                 |                     |
| 28 | 9          | «Meaner Than Evil» «Хуже чем зло»                    | Стивен Т. Кэй  | Тейлор Шеридан | 16 августа 2020 | 3.99                |
| Ллойд и Рип привозят Уокера к Кейси, который заключает с ним "сделку"… Джейми приезжает к Гарретту Рендалу, своему настоящему отцу… Рорк Картер настраивает семейство Морроу на противостояние Даттону, но ковбои на ранчо уже готовят ответ на "послание"… Джон Даттон преподаёт Кейси последний урок по управлению ранчо … "Market Equities" через опционы скупает контрольный пакет "Scwartz&Meyer", используя запасной план Уиллы Хейз. Она увольняет Бет, но дочка Даттона готовит свой удар по корпорации… Ковбои ловят в ловушку семейство Морроу и узнают имя заказчика… |            |                                                      |                |                |                 |                     |
| 29 | 10         | «The World Is Purple» «Мир окрасился багрянцем»      | Стивен Т. Кэй  | Тейлор Шеридан | 23 августа 2020 | 5.16                |
| Миа ставит ультиматум Джимми: либо он возвращается на родео, либо они расстаются… Джейми рассуждает о своём будущем с отцом. Рендал-старший предлагает ему строить будущее своими руками… Кейси, радуясь своей новой должности, неожиданно получает новое предложение от руководства ассоциации скотоводов… Джейми собирает совещание по отчуждению земель ранчо Даттонов. Он поддерживает губернатора и, как законный распорядитель, соглашается продать землю корпорации, несмотря на отказ Джона, но Анджела Блю Тандер выставляет встречный иск от резервации к корпорации, который мешает продаже. Бет же, как и обещала, наносит удар по Уилле Хейз: её обвиняют в харассменте и временно отстраняют от руководства "Market Equities"… Джимми пытается вернуться на родео, но вновь падает с лошади… Блю Тандер говорит вождю Рейнуотеру, что пришло время напасть на Даттонов, чтобы захватить их земли… Рип приезжает к матери, чтобы забрать фамильное кольцо для свадьбы… Бет забирает вещи из офиса, но её помощница приносит присланную ей коробку... На офис Кейси неизвестные совершают вооружённое нападение… Джон, помогая женщине с ребёнком поменять колесо на трассе, становится мишенью для убийц… |            |                                                      |                |                |                 |                     |

### Сезон 4 (2021—2022)
| № общий | № в сезоне | Название                                                                               | Режиссёр       | Автор сценария | Дата премьеры   | Зрители в США (млн) |
| --- | ---------- | -------------------------------------------------------------------------------------- | -------------- | -------------- | --------------- | ------------------- |
| 30 | 1          | «Half the Money» «Половина денег»                                                      | Стивен Т. Кэй  | Тейлор Шеридан | 7 ноября 2021   | 8.38                |
| Рип спасает Джона, доставляя его к медицинскому вертолёту... Кейси отражает нападение на офис, устраняя наёмников. Затем, совместно с офицерами ассоциации скотоводов и шерифом Хаскеллом, он находит фургон из которого стреляли в Джона... Бет Даттон выживает после взрыва, но получает сильные ожоги... Наёмники нападают на ранчо и ковбои дают отпор; Тейт спасает Монику от убийцы, выстрелив в него из дробовика... Рип Уиллер, вернувшись на ранчо, узнаёт что его дома больше нет.... Март 1893 года: Джеймс Диллард Даттон, прадед Джона Даттона, вместе со своими сыновьями Джоном-старшим (дед Джона) и Спенсером, встречает часть индийского племени, которому раньше принадлежала земля, которую купил Джеймс. Вождь племени просит Дилларда о совершении на этой земле важного для племени ритуала.... Проходит несколько месяцев после нападение на ранчо «Йеллоустон» и Джон приходит в себя в клинике. Бет, навещая отца, знакомится с мальчиком у которого отец умирает от передозировки... В казино Рейнуотера один из посетителей хвастается, что организовал нападение на Даттонов. Томас просит Мо узнать правду... Джон возвращается на ранчо; в клинике он видит как Джимми Хердстром проходит реабилитацию после падения с лошади... Бет обвиняет Джейми в организации нападения и грозит его убить...Рип передаёт от Джона Даттона "подарок" Рорку. |            |                                                                                        |                |                |                 |                     |
| 31 | 2          | «Phantom Pain» «Фантомная боль»                                                        | Стивен Т. Кэй  | Тейлор Шеридан | 7 ноября 2021   | 7.84                |
| Джон проходит "природную реабилитацию", чем не очень довольны члены его семьи. Кейси говорит отцу, что пока не нашёл заказчиков покушения на Даттонов и считает, что, возможно, наёмники мстили за убийство своих, которые погибли при противостоянии с братьями Бек. Джон приказывает найти и убить оставшихся членов ополченцев-наёмников... Джейми покупает собственное ранчо... Председатель совета директоров корпорации "Market Equities" Кэролайн Уорнер предлагает выгодную сделку вождю Рейнуотеру по строительству элитного казино, в обмен на отзыв иска о прекращении строительства курорта... Джон решает прорекламировать своё ранчо по всей Америке, для медийного противостояния с корпорацией. Для этого он нанимает Трэвиса Уитли, чтобы тот собрал лучших ковбоев для команды от ранчо «Йеллоустон» для участия в соревнованиях по всей стране... Бет снова встречается с мальчиком Картером и просит Рипа взять его на ранчо... Джон говорит Джимми, что тот нарушил слово, но даёт ему последний шанс, однако тот должен уехать с Трэвисом... |            |                                                                                        |                |                |                 |                     |
| 32 | 3          | «All I See Is You» «Вижу только тебя»                                                  | Гай Ферленд    | Тейлор Шеридан | 14 ноября 2021  | 7.49                |
| Семейство Даттонов уничтожает ополченцев-наёмников, которые совершили нападение на их семью... Джимми ссорится с Мией, так как соглашается отправиться на работу на ранчо 6666 в Техасе. Джон говорит ему, что он вернётся в «Йеллоустон», когда сам поймёт что готов... Бет решает сделать сюрприз Картеру, но в ответ получает наглость со стороны мальчишки... Кейси решает проблему одного из членов руководства ассоциации скотоводов... Мо сдаёт посредника, который нанял ополченцев-наёмников, Джону Даттону; тот устраивает с ним "дуэль на вокзале"... Моника недовольна положением дел на ранчо и просит Кейси отпустить её и Тейта, который в этот раз приходит в себя после перестрелки... Трэвис собрал команду «Йеллоустона» и, вместе с Джимми, отправляется на юг... |            |                                                                                        |                |                |                 |                     |
| 33 | 4          | «Winning or Learning» «Побеждать или учиться»                                          | Гай Ферленд    | Тейлор Шеридан | 21 ноября 2021  | 7.42                |
| Джимми едет с Трэвисом и командой «Йеллоустон» по всему Западу удивляясь мастерству и победам... Джон просит Кейси поехать к Джейми и потребовать, чтобы тот провёл расследование по возможным организаторам нападения на семью... Кэролайн Уорнер предлагает Бет работать на корпорацию "Market Equities", но та требует за своё согласие контрольный пакет акций компании Боба Шварца... Ллойд вступает в конфронтацию с Уокером; за драку на ранчо он жестоко наказан Уиллером... Джейми встречается с Кейси и соглашается, ради семьи, быстро провести расследование по данным Рейнуотера. В списке сокамерников организатора он находит знакомую фамилию... Джимми прибывает на ранчо 6666... Кейси забирает Тейта и Монику, и покидает ранчо «Йеллоустон»... |            |                                                                                        |                |                |                 |                     |
| 34 | 5          | «Under a Blanket of Red» «Под красным одеялом»                                         | Кристина Ворос | Тейлор Шеридан | 28 ноября 2021  | 7.89                |
| Джон рассуждает с Бет об одиночестве... Кейси с семьёй переезжает в резервацию, к деду Моники. Здесь Тейт проходит обряд очищения вместе с вождём Рейнуотером... Рип наказывает Ллойда, заставляя его заниматься унизительной, для ковбоя, работой. Ллойд недоволен своим положением и размышляет над своим будущим в «Йеллоустоне», а также клятвой "меченных", от которой он уже готов отказаться. Также Ллойд, перед финалом, пытается обучить Картера работе на ранчо... Джейми допрашивает Террелла Риггинса, чьё досье передал ему Кейси. В обмен на иммунитет, тот называет заказчика нападения на Даттонов... Джимми приступает к работе на ранчо 6666... На офис Кейси нападают активисты из общества по защите животных. Джон считает что это провокация, поэтому решает поближе познакомиться поближе с главной активисткой Саммер Хиггинс... Бет соглашается на работу в корпорации "Market Equities", получая контрольный пакет акций компании "Scwartz&Meyer". Она едет в Солт-Лейк-Сити и увольняет Боба Шварца, перенося главный офис компании в Монтану... Джейми решает поговорить со своим биологическим отцом Рендалом об информации, полученной от Риггинса, но на пороге своего дома встречает Кристину с ребёнком... |            |                                                                                        |                |                |                 |                     |
| 35 | 6          | «I Want to Be Him» «Я хочу быть им»                                                    | Кристина Ворос | Тейлор Шеридан | 5 декабря 2021  | 7.28                |
| Джимми привыкает к быту ковбоя на ранчо 6666... Бет и Рип готовятся к свадьбе, несмотря на проблемы на ранчо... Джейми заставляет Рендала сознаться в заказе нападения на семейство Даттонов, но тот утверждает, что всё это делал ради родного сына. Он считает, что уничтожив Даттонов, Джейми получит всё наследство и настоящую семью... Ллойд в бараке ранит ножом Уокера; ковбои скручивают его и вызывают врача. Джон Даттон, несмотря на нарушенную клятву "меченных", даёт последний шанс Ллойду. Также глава семейства Даттонов решает навести порядок на ранчо «Йеллоустон»: он приказывает Рипу выгнать всех женщин из барака. Также он распоряжается организовать бой в загоне между Уокером и Ллойдом... Бет недовольна появлением на ранчо Саммер Хиггинс и вступает с ней в перебранку. Саммер уходит с ранчо... Рейнуотер просит Кейси расследовать похищение у семьи индейцев лошадей. Приехав к дому индейцев тот встречает Эйвери... Ллойд и Уокер дерутся в загоне; победителя ждёт особый "приз" от Рипа Уиллера... |            |                                                                                        |                |                |                 |                     |
| 36 | 7          | «Keep the Wolves Close» «Держи волков поближе»                                         | Тейлор Шеридан | Тейлор Шеридан | 12 декабря 2021 | 7.54                |
| Картер просит прощения у Бет и та заключает с ним соглашение... Ллойд обменивает свою награду за родео на гитару и дарит её Уокеру. Тот в знак примирения поёт ему песню... Моника ревнует Кейси к Эйвери... Гаретт Рендал просит Кристину помочь Джейми стать губернатором... Джимми на ранчо 6666 познаёт все виды работ ковбоя. Также он знакомится с молодым ветеринаром Эмили, которая приглашает его на ужин... Бет приходит в свой офис в компании "Market Equities"; она узнаёт о планах корпорации по строительству в долине... Титер просит Джона оставить её на ранчо, показывая клеймо. Даттон-старший узнаёт, что почти все его ковбои заклеймены и он этим очень недоволен... Бет решила использовать протест Саммер для давления на корпорацию... Кейси возвращает похищенных лошадей и Эйвери признаётся ему в любви... Линнел Перри собирается уходить в сенат США и хочет чтобы Джейми занял её место губернатора. Однако Джон выступает против и выставляет свою кандидатуру... |            |                                                                                        |                |                |                 |                     |
| 37 | 8          | «No Kindness for the Coward» «Не любезничай с трусом»                                  | Тейлор Шеридан | Тейлор Шеридан | 19 декабря 2021 | 7.73                |
| Маргарет Даттон готовит ужин своим сыновьям и просит Джона-старшего помолиться за отца. Джеймс Даттон в это время охотится на конокрадов, которые устраивают жестокую перестрелку, в которой Диллард получает серьёзное ранение... Джейми, после уговоров Редала и Кристины, решает остаться в гонке за пост губернатора и бросить вызов Джону Даттону... Протестующие экоактивисты, во главе с Саммер Хиггинс, разбили лагерь недалеко от строящегося аэропорта. Бет предлагает Кэролайн Уорнер убрать журналистов, чтобы решить этот вопрос быстро и не под камерами... Джимми идёт на свидание с Эмили, которая говорит, что они уже стал ковбоем. Они начинают встречаться... На вечернем ужине на ранчо «Йеллоустон» Бет устраивает скандал, однако Рип находит способ примирить её с отцом... Моника просит Кейси поговорить с Тейтом о "взрослых вещах" и признаётся что беременна... Ночью полицейские разгоняют палаточный городок у стройплощадки; Бет сливает информацию в The New York Times о насилии со стороны корпорации «Market Equities»... Джейми просит Джона Даттона встретиться, однако тот сначала хочет переговорить с шерифом Хаскеллом. Однако встреча с ним в кафе превращается в перестрелку с грабителями... |            |                                                                                        |                |                |                 |                     |
| 38 | 9          | «No Such Thing as Fair» «Справедливости не бывает»                                     | Стивен Т. Кэй  | Тейлор Шеридан | 26 декабря 2021 | 7.48                |
| Джон учит Картера ездить верхом... Бет устраивает Джону скандал: она недовольна, что тот впустую рискует своей жизнью... Кристина готовит Джейми к борьбе за пост губернатора. Она просит, чтобы он отдалился от Рендала, так как Даттон может воспользоваться криминальным прошлым настоящего отца Джейми в борьбе за пост... Саммер Хиггинс разозлила своим протестом управление полицией - поэтому ей грозит пожизненный срок. Она рассказывает Джону по чьей наводке действовала.... Кейси, после очередной встречи с волоком, решает пройти древний индейский обряд... Джон Даттон, неожиданно для себя, встречает Гарретта Рендела в кафе в Бозмене... Джимми на соревнованиях встречается с Трэвисом; тот говорит ему что пора возвращаться в Монтану... Джон выговаривает Бет за аморальные действия и просит её покинуть ранчо. Бет удручена тем, что потеряла доверие отца; она просит Уокера спеть ей грустную песню чтобы поплакать... Джимми обещает Эмили вернуться назад в Техас... |            |                                                                                        |                |                |                 |                     |
| 39 | 10         | «Grass on the Streets and Weeds on the Rooftops» «Трава на улицах и сорняки на крышах» | Стивен Т. Кэй  | Тейлор Шеридан | 2 января 2022   | 9.34                |
| Джимми возвращается на ранчо вместе с Эмили, которую он представляет ковбоям как свою невесту. Мия устраивает скандал и требует, чтобы он выбрал с кем хочет остаться... Кейси проходит обряд и в своих видениях видит операцию в Афганистане, где он потерял почти весь отряд, брата Ли Даттона, который погиб на его глазах, а также Эйвери, которая недавно признавалась ему в своих чувствах. На третий день он вынужден выбрать путь, по которому он дальше пойдёт... Бет хочет покинуть ранчо, но Рип убеждает её попросить прощения у отца... Джон в разговоре с Джимми говорит, что тот ничего ему не должен и отпускает его с ранчо, но напоминает что для "меченных" оно всегда будет домом... Бет узнаёт у Уокера как пронести острую булавку в тюрьму. Там она встречается с Терреллом Риггинсом, который рассказывает про встречу с Джейми... Джон пытается надавить на судью, чтобы уменьшить срок Саммер Хиггинс, однако тот считает, что таким как она, следует посидеть в тюрьме. Джон договаривается о 8 месяцах заключения для неё... Кэролайн Уорнер узнаёт кто слил информацию о протестах в New York Times. Она увольняет Бет и грозит ей судом за разглашение... Ковбои на ранчо поражены мастерством Джимми, который после "стажировки" на ранчо 6666, стал настоящим ковбоем. Ллойд узнаёт что тот решил вернуться в Техас. Они трогательно прощаются... Бет выходит замуж за Рипа Уиллера... Кейси возвращается домой, где рассказывает Монике что "видел их конец"... Бет приходит к Джейми и раскрывает, что знает кто на самом деле заказал семейство Даттонов. Она предлагает ему три варианта, и лишь в одном из них Джейми может спасти себя. Для этого он вновь должен совершить убийство... Джимми прощается с ковбоями и, вместе с Эмили, покидает ранчо «Йеллоустон»... |            |                                                                                        |                |                |                 |                     |

### Сезон 5 (2022—2024)
| № в сериале | № в сезоне | Название                                                            | Режиссёр       | Автор сценария | Дата премьеры   | Зрители в США (млн) |
| Часть 1     |            |                                                                     |                |                |                 |                     |
| ----------- | ---------- | ------------------------------------------------------------------- | -------------- | -------------- | --------------- | ------------------- |
| 40          | 1          | «One Hundred Years is Nothing» «Сто лет — это ничто»                | Стивен Т. Кэй  | Тейлор Шеридан | 13 ноября 2022  | н/д                 |
| 41          | 2          | «The Sting of Wisdom» «Жало мудрости»                               | Стивен Т. Кэй  | Тейлор Шеридан | 13 ноября 2022  | н/д                 |
| 42          | 3          | «Tall Drink of Water» «Высокий глоток воды»                         | Кристина Ворос | Тейлор Шеридан | 20 ноября 2022  | н/д                 |
| 43          | 4          | «Horses in Heaven» «Лошади в раю»                                   | Кристина Ворос | Тейлор Шеридан | 27 ноября 2022  | н/д                 |
| 44          | 5          | «Watch'em Ride Away» «Смотри, как они уезжают»                      | Кристина Ворос | Тейлор Шеридан | 4 декабря 2022  | н/д                 |
| 45          | 6          | «Cigarettes, Whiskey, a Meadow and You» «Сигареты, виски, луг и ты» | Стивен Т. Кэй  | Тейлор Шеридан | 11 декабря 2022 | н/д                 |
| 46          | 7          | «The Dream Is Not Me» «Мечта - это не я»                            | Стивен Т. Кэй  | Тейлор Шеридан | 18 декабря 2022 | н/д                 |
| 47          | 8          | «A Knife and No Coin» «Нож и нет монеты»                            | Кристина Ворос | Тейлор Шеридан | 1 января 2023   | н/д                 |
| Часть 2     |            |                                                                     |                |                |                 |                     |
| 48          | 9          | «Desire Is All You Need» «Желание - это все, что тебе нужно»        | Кристина Ворос | Тейлор Шеридан | 10 ноября 2024  | н/д                 |
| 49          | 10         | «The Apocalypse of Change» «Апокалипсис перемен»                    | Неизвестно     | Тейлор Шеридан | 17 ноября 2024  | н/д                 |
| 50          | 11         | «Three Fifty-Three» «Три пятьдесят три (3:53)»                      | Неизвестно     | Тейлор Шеридан | 24 ноября 2024  | н/д                 |
| 51          | 12         | «Counting Coup» «Ритуал Ку»                                         | Неизвестно     | Тейлор Шеридан | 1 декабря 2024  | н/д                 |
| 52          | 13         | «Give The World Away» «Отдайте мир»                                 | Неизвестно     | Тейлор Шеридан | 8 декабря 2024  | н/д                 |
| 53          | 14         | «Life Is a Promise» «Жизнь - это обещание»                          | Неизвестно     | Тейлор Шеридан | 15 декабря 2024 | н/д                 |

## Рейтинги эпизодов

#### Сезон 1
| № | Название                 | Дата показа     | Рейтинг (18—49) | Зрителей (миллионов) | DVR (18—49) | Зрителей DVR (миллионов) | Всего (18—49) | Всего зрителей (миллионов) |
| - | ------------------------ | --------------- | --------------- | -------------------- | ----------- | ------------------------ | ------------- | -------------------------- |
| 1 | «Daybreak»               | 20 июня 2018    | 0.4             | 2.83                 | 0.5         | 2.48                     | 0.9           | 5.31                       |
| 2 | «Kill the Messenger»     | 27 июня 2018    | 0.3             | 2.07                 | 0.4         | 2.22                     | 0.7           | 4.29                       |
| 3 | «No Good Horses»         | 11 июля 2018    | 0.4             | 2.17                 | 0.5         | 3.05                     | 0.9           | 5.22                       |
| 4 | «The Long Black Train»   | 18 июля 2018    | 0.3             | 1.89                 | 0.5         | 2.75                     | 0.8           | 4.64                       |
| 5 | «Coming Home»            | 25 июля 2018    | 0.3             | 1.95                 | 0.6         | 3.03                     | 0.9           | 4.98                       |
| 6 | «The Remembering»        | 1 августа 2018  | 0.4             | 2.10                 | 0.4         | 2.20                     | 0.8           | 4.31                       |
| 7 | «A Monster Is Among Us»  | 8 августа 2018  | 0.4             | 2.08                 | 0.4         | 2.35                     | 0.8           | 4.43                       |
| 8 | «The Unravelling, Pt. 1» | 15 августа 2018 | 0.4             | 2.13                 | 0.6         | 2.94                     | 1.0           | 5.07                       |
| 9 | «The Unravelling, Pt. 2» | 22 августа 2018 | 0.4             | 2.37                 | 0.5         | 2.44                     | 0.9           | 4.81                       |

#### Сезон 2
| №  | Название                  | Дата показа     | Рейтинг (18—49) | Зрителей (миллионов) | DVR (18—49) | Зрителей DVR (миллионов) | Всего (18—49) | Всего зрителей (миллионов) |
| -- | ------------------------- | --------------- | --------------- | -------------------- | ----------- | ------------------------ | ------------- | -------------------------- |
| 1  | «A Thundering»            | 19 июня 2019    | 0.5             | 2.41                 | 0.6         | 3.34                     | 1.1           | 5.75                       |
| 2  | «New Beginnings»          | 26 июня 2019    | 0.5             | 2.21                 | 0.8         | 3.39                     | 1.3           | 5.60                       |
| 3  | «The Reek of Desperation» | 10 июля 2019    | 0.4             | 2.28                 | 0.6         | 2.65                     | 1.0           | 4.93                       |
| 4  | «Only Devils Left»        | 17 июля 2019    | 0.5             | 2.08                 | 0.5         | 2.64                     | 1.0           | 4.71                       |
| 5  | «Touching Your Enemy»     | 24 июля 2019    | 0.5             | 2.18                 | 0.6         | 3.20                     | 1.1           | 5.38                       |
| 6  | «Blood the Boy»           | 31 июля 2019    | 0.6             | 2.27                 | 0.5         | 2.65                     | 1.1           | 4.92                       |
| 7  | «Resurrection Day»        | 7 августа 2019  | 0,5             | 2.31                 | 0.8         | 3.10                     | 1.3           | 5.41                       |
| 8  | «Behind Us Only Grey»     | 14 августа 2019 | 0.5             | 2.54                 | 0.8         | 3.44                     | 1.3           | 5.99                       |
| 9  | «Enemies by Monday»       | 21 августа 2019 | 0.5             | 2.46                 | 0.7         | 2,83                     | 1.2           | 5,29                       |
| 10 | «Sins of the Father»      | 28 августа 2019 | 0.6             | 2.81                 | 0.7         | 2.93                     | 1.2           | 5.74                       |

#### Сезон 3
| №  | Название                      | Дата показа     | Рейтинг (18—49) | Зрителей (миллионов) | DVR (18—49) | Зрителей DVR (миллионов) | Всего (18—49) | Всего зрителей (миллионов) |
| -- | ----------------------------- | --------------- | --------------- | -------------------- | ----------- | ------------------------ | ------------- | -------------------------- |
| 1  | «You're the Indian Now»       | 21 июня 2020    | 0.9             | 4.23                 | 0.5         | 2.80                     | 1.4           | 7.04                       |
| 2  | «Freight Trains and Monsters» | 28 июня 2020    | 0.7             | 3.57                 | 0.6         | 2.82                     | 1.3           | 6.39                       |
| 3  | «An Acceptable Surrender»     | 5 июля 2020     | 0.7             | 3.73                 | 0.5         | 2.65                     | 1.2           | 6.38                       |
| 4  | «Going Back to Cali»          | 12 июля 2020    | 0.7             | 3.55                 | 0.4         | 2.48                     | 1.1           | 6.03                       |
| 5  | «Cowboys and Dreamers»        | 19 июля 2020    | 0.7             | 3.69                 | 0.5         | 2.74                     | 1.2           | 6.43                       |
| 6  | «All for Nothing»             | 26 июля 2020    | 0.7             | 3.68                 | 0.5         | 2.62                     | 1.2           | 6.30                       |
| 7  | «The Beating»                 | 2 августа 2020  | 0.7             | 3.63                 | 0.5         | 2.80                     | 1.2           | 6.43                       |
| 8  | «I Killed a Man Today»        | 9 августа 2020  | 0.7             | 3.83                 | 0.5         | 2.81                     | 1.3           | 6.51                       |
| 9  | «Meaner Than Evil»            | 16 августа 2020 | 0.7             | 3.99                 | 0.6         | 2.94                     | 1.3           | 6.79                       |
| 10 | «The World is Purple»         | 23 августа 2020 | 0.9             | 5.16                 | 0.9         | 3.59                     | 1.5           | 9.13                       |

#### Сезон 4
| №  | Название                                         | Дата показа     | Рейтинг (18—49) | Зрителей (миллионов) | DVR (18—49) | Зрителей DVR (миллионов) | Всего (18—49) | Всего зрителей (миллионов) |
| -- | ------------------------------------------------ | --------------- | --------------- | -------------------- | ----------- | ------------------------ | ------------- | -------------------------- |
| 1  | «Half the Money»                                 | 7 ноября 2021   | 1.6             | 8.38                 | TBD         | TBD                      | TBD           | TBD                        |
| 2  | «Phantom Pain»                                   | 7 ноября 2021   | 1.5             | 7.84                 | TBD         | TBD                      | TBD           | TBD                        |
| 3  | «All I See Is You»                               | 14 ноября 2021  | 1.5             | 7.49                 | TBD         | TBD                      | TBD           | TBD                        |
| 4  | «Winning or Learning»                            | 21 ноября 2021  | 1.3             | 7.42                 | TBD         | TBD                      | TBD           | TBD                        |
| 5  | «Under a Blanket of Red»                         | 28 ноября 2021  | 1.4             | 7.89                 | 0.7         | 3.49                     | 2.1           | 11.38                      |
| 6  | «I Want to Be Him»                               | 5 декабря 2021  | 1.3             | 7.28                 | 0.7         | 3.68                     | 2.1           | 10.96                      |
| 7  | «Keep the Wolves Close»                          | 12 декабря 2021 | 1.3             | 7.54                 | TBD         | TBD                      | TBD           | TBD                        |
| 8  | «No Kindness for the Coward»                     | 19 декабря 2021 | 1.4             | 7.73                 | TBD         | TBD                      | TBD           | TBD                        |
| 9  | «No Such Thing as Fair»                          | 26 декабря 2021 | 1.4             | 7.48                 | TBD         | TBD                      | TBD           | TBD                        |
| 10 | «Grass on the Streets and Weeds on the Rooftops» | 2 января 2022   | 1.8             | 9.34                 | TBD         | TBD                      | TBD           | TBD                        |